# Водные объекты Баймакского района
Гидрография Баймакского района Республики Башкортостан определяется географическим расположением
в бассейне Урала и нахождением горных районов главного Уральского хребта на западе.

## Реки
Категория:Реки Баймакского района
Урал служит восточной границей Баймакского района. К Уралу стекают по территории района рр. Сакмара, Таналык, Зилаир, Ургаза, Туялас

## Озёра
Категория:Озёра Баймакского района
Талкас, Яугуль (Култубан), Антекей , Балыклы, Султан-куль, Улянде-куль, Уч-куль, Ялтыр-куль.

## Искусственные водоёмы
Озеро Графское, Серек-Куль.

## Болота
Мерясовские, Гадельшинские, Басаевские болота